# Národní galerie
La Národní galerie v Praze ("Galleria nazionale di Praga") è un museo d'arte di Praga.

## Storia
Il 5 febbraio 1796 da un gruppo di cittadini boemi costituì una società per dare l'avvio a una raccolta d'arte nazionale e straniera, con lo scopo di "elevare il dibattito artistico" nella popolazione. Il nucleo originale, composto dai pezzi più belli prestati dai membri della Società, era esposto a Palazzo Sternberg (Šternberský Palác) in Hradčanská náměsti 15, dove si trova oggi una parte della collezione.
Nel 1902, l'imperatore Francesco Giuseppe promosse l'avvio di una collezione di arte moderna boema, legata alle accademie, che rappresentasse l'arte del XX secolo.
Dal 1918 divenne galleria nazionale dell'appena nata Cecoslovacchia e il suo primo direttore fu Vincenc Kramař, collezionista di Picasso e di arte francese contemporanea. Lo stato associativo venne mutato nel 1942, durante l'occupazione tedesca, quando la galleria divenne un organo statale. La situazione venne confermata durante il periodo sovietico, che con una legge ad hoc definì lo stato della galleria e il controllo ideologico della creazione artistica.
Gli statuti vennero aggiornati nel 2000.

## Collezioni

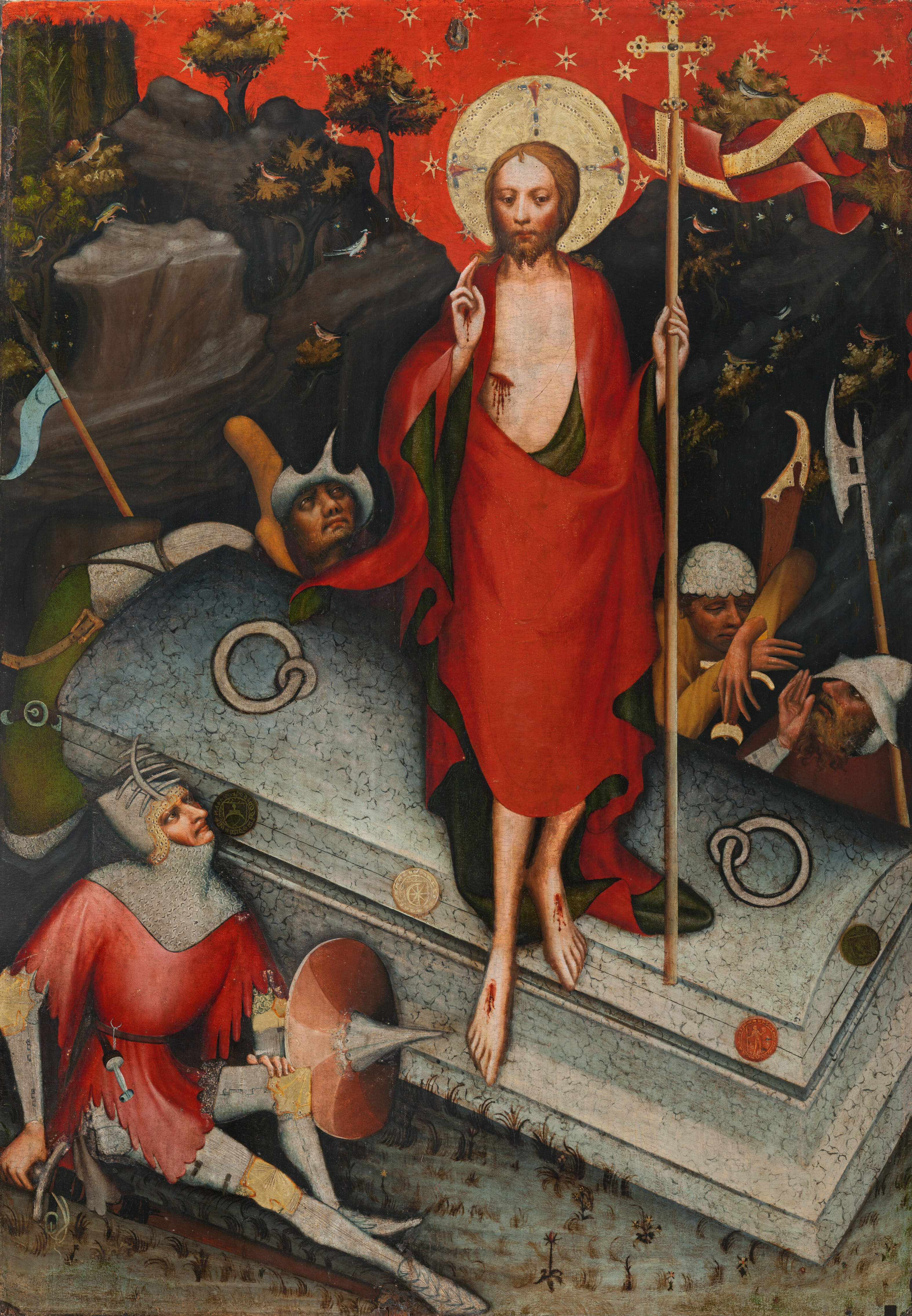
Maestro dell'Altare di Třeboň, Resurrezione

La galleria è oggi divisa in più sedi, con la principale nel Veletržní Palác. Esse sono così dislocate:
- Convento di Sant'Agnese: collezioni di arte antica, Medioevo boemo e dell'Europa centrale
- Palazzo Kinsky: collezioni di arte asiatica e orientale
- Palazzo Schwarzenberg: collezioni del manierismo di Rodolfo II e del barocco ceco
- Palazzo Šternberk: arte europea dall'antichità a oggi
- Palazzo Salm: arte del XIX secolo
- Palais des Expositions (Veletržní palác): Arti dei secoli XIX e XX

Tra gli artisti rappresentati figurano opere di Piero della Francesca, Pietro Lorenzetti, Lorenzo Monaco, Tintoretto, Jacopo Bassano, Agnolo Bronzino, Lucas Cranach il Vecchio, Lucas Cranach il Giovane, Albrecht Dürer, Hans Holbein, Peter Brueghel il Vecchio, Rubens, Rembrandt, Jan Gossaert, Pacecco De Rosa, Simon Vouet, Sébastien Bourdon, Charles LeBrun, El Greco, Goya, Canaletto, Delacroix, Corot, Courbet. Tra gli impressionisti e postimpressionisti Monet, Manet, Renoir, Sisley, Pissarro, Seurat, Van Gogh, Toulouse-Lautrec, Henri Rousseau il Doganiere, Utrillo, Degas, Dufy, Cézanne, Gauguin. Tra gli scultori Auguste Rodin. Tra gli artisti del XX secolo Picasso, Braque, Oskar Kokoschka, Gustav Klimt, Egon Schiele, Max Ernst, Edvard Munch.

## Opere principali
- Agnolo Bronzino
  - Ritratto di Eleonora di Toledo, 1543
- Bruegel il Vecchio
  - Fienagione, 1565
- Albrecht Dürer
  - Festa del Rosario, 1506
- Henri Rousseau
  - Io, ritratto-paesaggio, 1890
- Pablo Picasso
  - Autoritratto, 1907
  - Violino, bicchiere di vino, pipa e calamaio, 1912